# Ilex stellata
Ilex stellata är en järneksväxtart som beskrevs av W.J. Hahn. Ilex stellata ingår i släktet järnekar, och familjen järneksväxter. Inga underarter finns listade i Catalogue of Life.